# Fjaðrárgljúfur

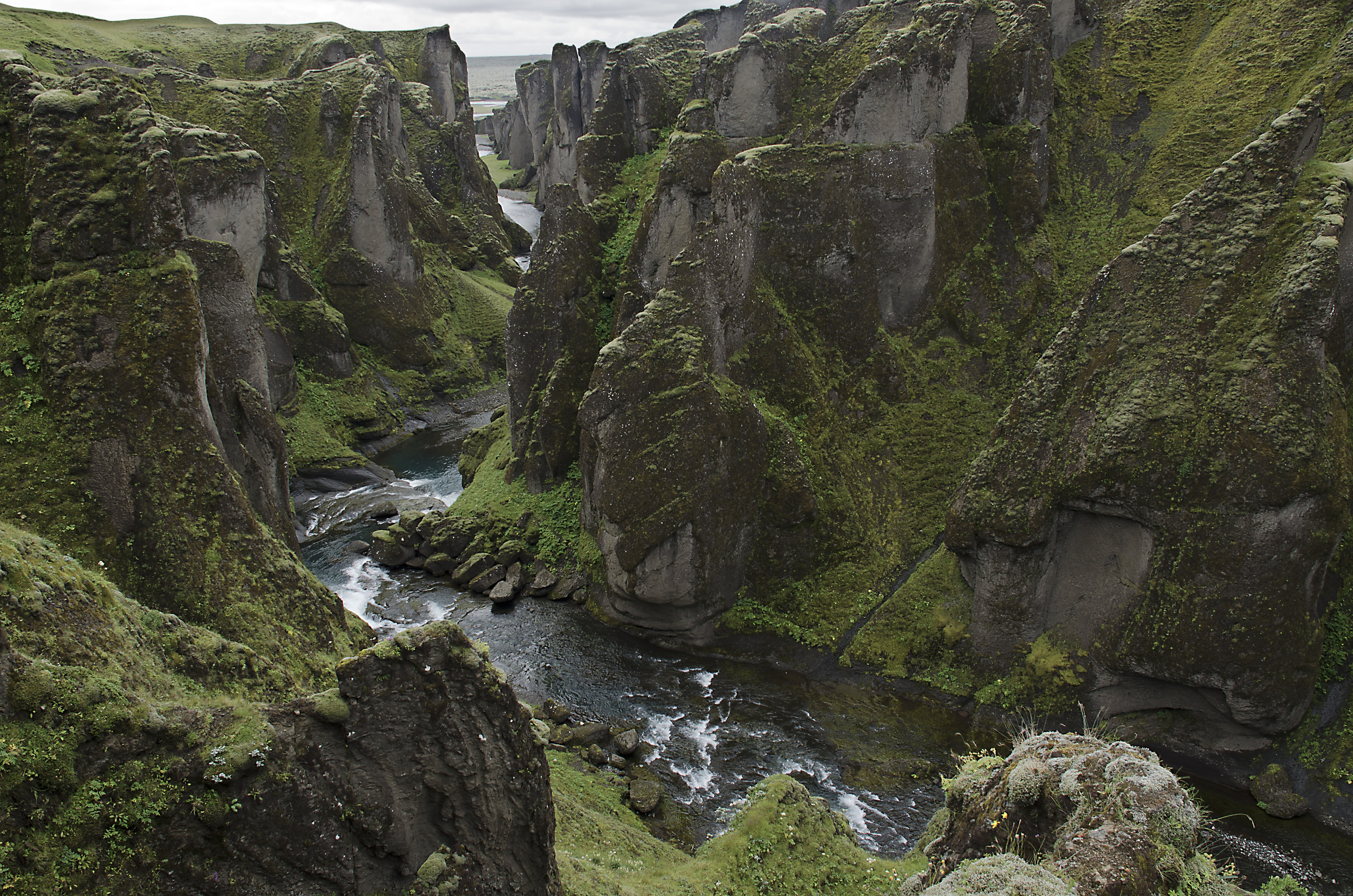
Vista del Canyon Fjaðrárgljúfur verso l'Oceano, Islanda

Fjaðrárgljúfur è un canyon nella parte sud-orientale dell'Islanda, profondo 100 m e lungo circa 2 km, seguito dal fiume Fjaðrá. Si trova vicino alla Hringvegur, non lontano dal villaggio di Kirkjubæjarklaustur.